# Noira Mello
Noira Mello (Rio de Janeiro, 30 de novembro de 1937) é uma atriz brasileira . 

## Carreira
Iniciou sua carreia em televisão na TV Tupi e TV Excelsior. Destacou-se por seus papeis em O Sheik de Ipanema (1975), da TV Tupi, e Sinal de Alerta (1978) da TV Globo. Afastou-se da vida artística após uma participação em Pão-Pão, Beijo-Beijo (1983). 
Em cinema estreou com A Espiã Que Entrou em Fria (1968), interpretando uma das sequestradoras.  Protagonizaria, no ano seguinte, o filme Deu a Louca no Cangaço, de Fauzi Mansur e Nelson Teixeira Mendes.
Foi casada com o ator Paulo Celestino.

## Filmografia

### Televisão
| Ano       | Título               | Personagem         | Notas                 |
| --------- | -------------------- | ------------------ | --------------------- |
| 1967      | Os Fantoches         | —                  | [ 3 ]                 |
| 1969      | Era Preciso Voltar   | Tereza             |                       |
| 1974-1975 | Alegríssimo          | Várias personagens |                       |
| 1975      | O Sheik de Ipanema   | Leonor             | [ 4 ]                 |
| 1975      | Um Dia, o Amor       | Marina             |                       |
| 1978      | Sinal de Alerta      | Joana              |                       |
| 1979      | Pai Herói            | Olga               |                       |
| 1980      | Coração Alado        | —                  | Participação Especial |
| 1980      | Plumas e Paetês      | Cliente            | Participação Especial |
| 1981      | Baila Comigo         | Amiga de Marta     | Participação Especial |
| 1983      | Pão-Pão, Beijo-Beijo | Ruth               | [ 6 ]                 |

### Cinema
| Ano  | Título                     | Personagem    |
| ---- | -------------------------- | ------------- |
| 1968 | A Espiã Que Entrou em Fria | Sequestradora |
| 1969 | Deu a Louca no Cangaço     | Heroína       |